# ميسيل ستانكوف
ميسيل ستانكوف (بالبلغارية: Ангел Станков)‏ هو لاعب كرة قدم ومدرب كرة قدم بلغاري، ولد في 28 أغسطس 1953. لعب مع ليفسكي صوفيا.